# Lovag iskola
A Lovag iskola (eredeti cím: Knight Squad) 2018-tól 2019-ig vetített amerikai televíziós vígjáték, amelyet Sean Cunningham és Marc Dworkin készített. Az élőszereplős játékfilmsorozat producere Patty Gary-Cox. Zenéjét Chris Alan Lee szerezte. A főbb szerepben Owen Joyner, Daniella Perkins, Lilimar, Lexi DiBenedetto, Amarr M. Wooten, Savannah May és Kelly Perine láthatóak. A tévéfilmsorozat a Dworkingham Productions és a Nickelodeon Productions gyártásában készült, forgalmazója a Nickelodeon. 
Amerikában 2018. február 19-én mutatta be a Nickelodeon. Magyarországon is a Nickelodeon mutatta be 2018. november 26-án.

## Cselekmény
Astoria királyságában fiatal lovag növendékek tanulnak, hogy egyszer ők is valódi lovagok lehessenek. Arc, a falusi fiú ellopja a hercegnő egyik tiaráját, és annak bevételéből felveszik a lovag iskolába, a főnix ház csapatába Ciara, Warwick és Prudence mellé. A csapat folyamatosan verseng másik házak növendékeivel, köztük Sage-el és Buttercup-al a Kraken ház tagjaival. Később fény derül arra, hogy Ciara valójában maga a hercegnő, aki titokban jár az iskolába, ugyanis az apja a király nem engedélyezi neki, hogy lovagnak tanuljon. Miután erre Arc rájön, megfogadja, hogy senkinek nem mondja el a  titkát, ha cserébe ha a hercegnő sem árulja el az övét. A két lovag tanonc ezután egy csapatban harcolnak, hogy ők lehessenek az elsők, akik lovaggá válnak.

## Szereplők

### Főszereplők
| Szereplő   | Színész          | Magyar hang   |
| ---------- | ---------------- | ------------- |
| Arc        | Owen Joyner      | Baráth István |
| Ciara      | Daniella Perkins | Hermann Lilla |
| Sage       | Lilimar          | Laudon Andrea |
| Prudence   | Lexi DiBenedetto | Győrfi Laura  |
| Warwick    | Amarr M. Wooten  | Nagy Gereben  |
| Popi       | Savannah May     | Pekár Adrienn |
| Sir Gareth | Kelly Perine     | Varga Gábor   |

### Visszatérő szereplők
| Szereplő              | Színész           | Magyar hang        |
| --------------------- | ----------------- | ------------------ |
| Király                | Jason Sim-Prewitt | Bognár Tamás       |
| Fizzwick              | Seth Carr         | Berecz Kristóf Uwe |
| Fondorszotty varázsló | Fred Grandy       | Gardi Tamás        |

### Epizódszereplők
| Szereplő       | Színész                | Magyar hang       |
| -------------- | ---------------------- | ----------------- |
| Jimbo          | Tenzing Norgay Trainor | Pálmai Szabolcs   |
| Saffron        | Maria Canals-Barrera   | Solecki Janka     |
| Sebastian      | Jaheem Toombs          | Borbíró András    |
| Brea           | Maya Le Clark          | Kobela Kíra       |
| Kiki           | Kira Kosarin           | Molnár Ilona      |
| Sir Swayze     | Jack Griffo            | Markovics Tamás   |
| Sir Johnwick   | Garrett Morris         | Varga Rókus       |
| Ryker          | Geno Segers            | Seder Gábor       |
| Árnyék szellem | Lizzy Greene           | Gyarmati Laura    |
| Eliza hercegnő | Sydney Park            | Sipos Eszter Anna |
| A törlő        | Chris Tallman          |                   |
| A banya doki   | Raini Rodriguez        |                   |

## Évados áttekintés
| Évad | Évad | Epizódok | Eredeti sugárzás  | Eredeti sugárzás  | Magyar sugárzás    | Magyar sugárzás    |
| Évad | Évad | Epizódok | Évadpremier       | Évadfinálé        | Évadpremier        | Évadfinálé         |
| ---- | ---- | -------- | ----------------- | ----------------- | ------------------ | ------------------ |
|      | 1    | 19       | 2018. február 19. | 2019. január 26.  | 2018. november 26. | 2018. december 19. |
|      | 2    | 10       | 2019. február 2.  | 2019. április 20. | 2019. május 27.    | 2019. június 7.    |

## Gyártás
2017 májusában berendelték a sorozat első 20 részét. A sorozat gyártása 2017 októberében kezdődött. Az első évadot 2018 februárjában mutatták be. 2018. július 27 én a beredelték a 10 részes álló második évadot.